# Myrmarachne hirsutipalpi
Myrmarachne hirsutipalpi là một loài nhện trong họ Salticidae.
Loài này thuộc chi Myrmarachne. Myrmarachne hirsutipalpi được Edmunds & Jerzy Prószyński miêu tả năm 2003.